# Edmond Carré
Edmond Carré (* 22. Januar 1833 in Moislains; † 7. Mai 1894) war der Fabrikant der von seinem Bruder Ferdinand Carré erfundenen Lichtbogenkohlen.
Er gab den Bogenlampenkohlen bei der Herstellung einen Docht aus verschiedenen Kalksalzen bei; dadurch soll der Bogen verlängert, das Licht stärker gemacht und angenehm gefärbt werden. Die Salze werden in Pulverform mit Gummilösung angerührt. Dieses Verfahren zur besseren Lichtausnutzung wurde schon 1844 von Wilhelm Theodor Casselmann (1820–1872) versucht und gelang erst Hugo Bremer 1899.
Später errichtete er in Paris eine Fabrik für Kühlapparate und erfand eine Luftpumpen-Schwefelsäure-Eismaschine (Air-pump Sulphuric Acid Machine), die auf der Pariser Ausstellung 1867 Aufsehen erregte, und zur Herstellung von Caraffes frappees diente.
Er befasste sich auch mit dem Bau von Regulatoren, elektrostatischen Maschinen und trug bei den Ausstellungen im Jahre 1878 und 1881 hohe Auszeichnungen davon.